# Droga (album Armii)
Droga – siódmy (szósty studyjny) album polskiej grupy muzycznej Armia. Nagrany został w studiu Q – Sound oraz w studiu Sonus od 1 lutego do 3 marca 1999. Wydany został w tym samym roku (zob. 1999 w muzyce).

## Lista utworów

### WydanieMetal Mind Productions(2005)
1. „Dom przy moście”
2. „W krainie smoków”
3. „Jestem smutny”
4. „Wspaniała nowina”
5. „Adwent”
6. „Buraki, kapusta i sól”
7. „Radio NRD”
8. „Kfinto”
9. „Nino Łeno”
10. „Najduchy i ćmy”
11. „Parowóz numer 8”
12. „Jezus Chrystus jest Panem”
13. „Zjawy i ludzie” (wersja akustyczna)
14. „Parowóz nr 888” (wersja akustyczna)
15. „On jest tu – live”

### WydanieArs Mundi(1999)
1. „Dom przy moście”
2. „W krainie smoków”
3. „Jestem smutny”
4. „Wspaniała nowina”
5. „Adwent”
6. „Buraki, kapusta i sól”
7. „Radio NRD”
8. „Kfinto”
9. „Nino Łeno”
10. „Najduchy i ćmy”
11. „Parowóz numer osiem”
12. „Jezus Chrystus jest Panem”

## Autorzy
- Tomasz „Budzy” Budzyński – wokal, gitara akustyczna, krowi dzwonek, steel drum, piano
- Dariusz „Popcorn” Popowicz – gitary
- Krzysztof „Banan” Banasik – waltornia, fujarka hinduska, mellotron, smyki, piano, flet z samopluja, wokal
- Beata Kozak – bębny, marakasy, kastaniety, tamburyn, janczary, ośla szczęka, cymbałki, miska, lwie paszcze, klawesy, krowi dzwonek, lira
- Krzysztof „dr Kmieta” Kmiecik – gitara basowa